# Méthamine
Méthamine (à ne pas confondre avec Métamine S.A.) était une entreprise publique française (Groupement d'intérêt économique ou GIE, prévu pour durer 12 ans ; jusqu’en 2002) conjointement crée (à parts égales) à la fin des années 1980 par Charbonnages de France et GDF.
Le GIE était basé à Avion dans le secteur de Lens-Liévin, dans le Nord-Pas-de-Calais au cœur de l'ancien Bassin minier du Nord-Pas-de-Calais pour extraire, purifier et valoriser le grisou (gaz de mine) spontanément produit dans le sous-sol fracturé par les affaissements miniers et concerné par une lente remontée de nappe (à la suite de l'arrêt de l'exploitation).
Pour la première fois au monde, du grisou était directement injecté dans les gazoducs publics, presque sans traitements (depuis, selon la commission de régulation de l'énergie la qualité de ce gaz s'est dégradée ou ne correspond plus aux standards, ce dont devrait tenir compte un projet d’arrêté annoncé en 2013 par le Ministre chargé du développement, fixant les conditions d'achat de l’électricité produite à partir de gaz de mine en France, en réponse (juin 2013) à une « question orale sans débat » du sénateur Dominique Watrin, de manière à  créer un tarif d’obligation d’achat « permettant de subventionner partiellement l’extraction de grisou pour la production d’électricité, permettant ainsi de valoriser le gaz qui ne peut plus être injecté sur le réseau dans une centrale électrique, tout en maintenant l’équilibre économique de la société Gazonor ».
Avant la fin de vie prévue du GIE, le législateur a décidé de dissoudre CDF (fait le 31 décembre 2007) et GDF a quitté le GIE, mettant fin à l'entreprise qui fut revendue à Gazonor.

## Histoire et missions de l'entreprise

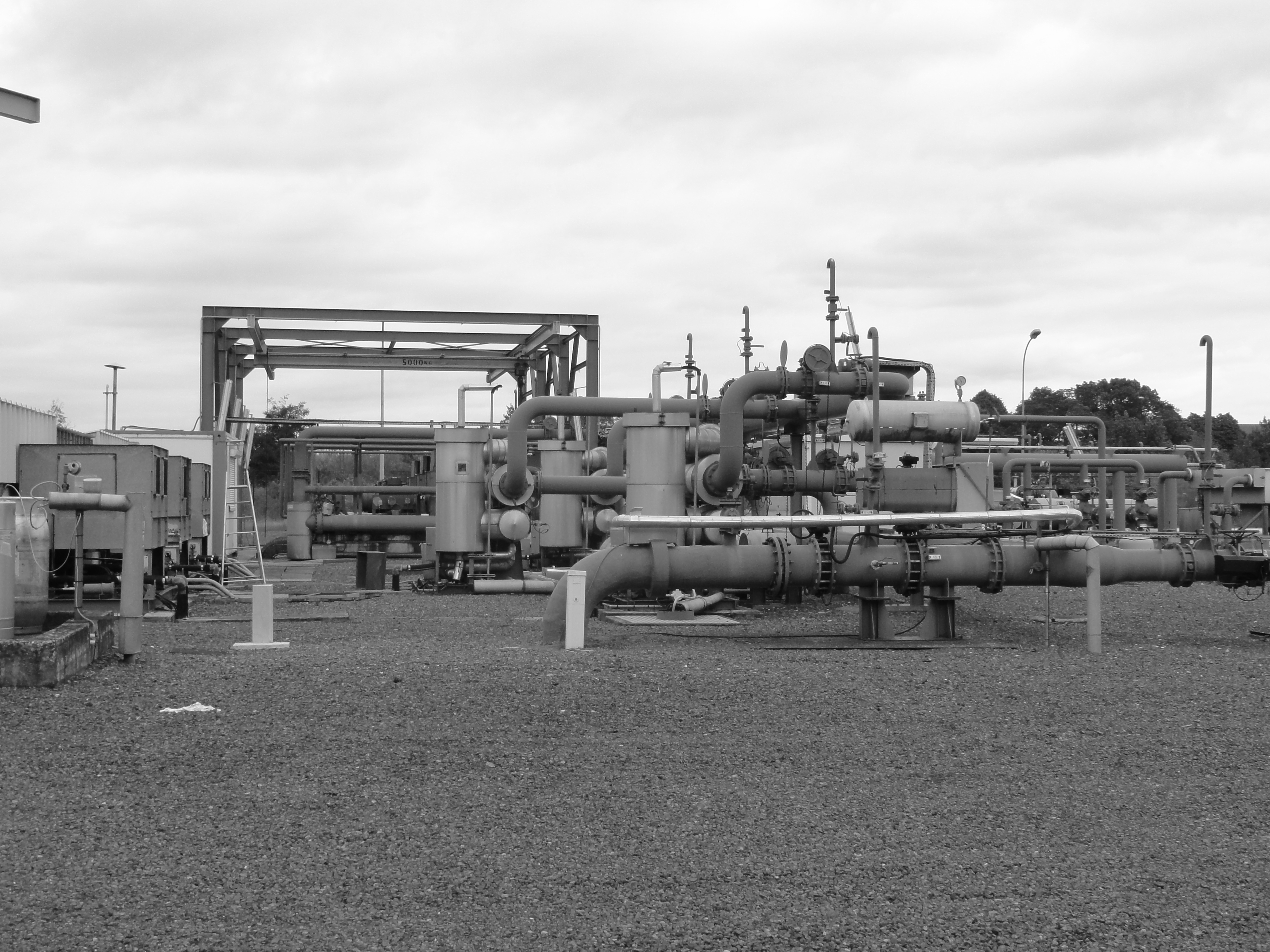
Les installations de la fosse no 5 - 5 bis des mines de Lens à Avion.

### Les débuts
Après sept mois d'essais, les stations de pompage de gaz de mine de Méthamine d'Avion sont entrées en phase d'exploitation industrielle « pour la première fois au monde, le gaz de mine ou grisou, constitué pour moitié de méthane, est injecté directement dans le réseau haute pression de Gaz de France, sans devoir subir un enrichissement préalable ».

### Gouvernance
En 2007, au moment de la préparation de sa privatisation, Gazonor est présidé par Philippe Bernard (PDG), assisté de  Christian Morys (directeur technique et qui sera liquidateur de la société Coal Mine Gaz Consult (basée à Macheren).

### Objectifs et résultats
L'objectif initial était une « production annuelle minimale de 440 millions de kilowattheures, ce qui correspond à la consommation d'une ville de 40 000 habitants comme Lens ».
Selon CDF, Gazonor détenait en 2007 (au moment de sa vente) 2 concessions (sur trois sites, dont celui de Méthamine à Avion) produisant environ au total « 500 GWh/an de gaz de mine, soit l'alimentation en gaz d'une ville de 60 000 habitants pendant un an » et de 1987 à 2007 c'est l'équivalent d'environ 12 000 GWh qui ont été extraits des trois sites, avec des « réserves estimées » qui devraient au même rythme d'exploitation assurer « plus de vingt ans de production » ; selon l'institut français du pétrole (devenu IFPEN) « La même année, la production de méthane atteignait 40 millions de m3 (Mm3) par an (à comparer à la consommation annuelle française : 50 milliards de m3 (Gm3)) et les réserves prouvées (1P) s’élevaient à 865 Mm3. On estime que le volume de méthane « désorbable » dans le bassin houiller dépasserait les 10 Gm3 ».

### Les sites
Trois secteurs permettent l'extraction du grisou :
- la fosse no 5 - 5 bis des mines de Bruay à Divion ;
- la fosse no 5 - 5 bis des mines de Lens et la fosse no 7 - 7 bis des mines de Liévin à Avion ;
- la fosse Désirée et la fosse La Naville des mines de Douchy à Lourches[9].

### La fin de Méthamine
Gaz de France sort du GIE en mars 2007 et le GIE Méthamine est alors privatisée, vendu (ce que ne souhaitaient pas les syndicats ni la commune) à une société privée (Gazonor) qui devient ainsi propriétaire de tous les moyens (3 puits) de récupération du gaz de mine dans la région, pour ensuite mieux vendre l'entreprise. Gazonor sera effectivement elle-même rachetée en 2008 par EGL (European Gas Limited), une entreprise australienne spécialisée dans l'exploitation de gaz dit « non conventionnel »,) désireuse de s'installer en Europe et en France pour y produire du gaz de couche (Coal Bed Methane pour les anglophones), puis racheté en 2011 par la société belge « Transcore Astra », propriété de Albert Frère.

## Bilan général
La mission initiale de l'entreprise était d'intérêt général : il s'agissait d'extraire le grisou des anciennes galeries et puits, une des séquelles minières. Ce gaz explosif, à l'origine de nombreuses catastrophes minières, est lentement relâché par les veines de charbon qui n'ont pas été exploitées et migre vers la surface à la suite de la remontée de la nappe phréatique et en raison des affaissements miniers (jusqu'à une vingtaine de mètres d'affaissements a été constatée dans cette région). Collecter et brûler ce grisou contribue dans un premier temps à la lutte contre l'effet de serre, car brûler ce méthane entraine pour le court terme moins d'émissions d'équivalent CO2 que le laisser s'épandre dans l'atmosphère ; cependant le CO2 produit a une durée de vie dans l'atmosphère bien plus longue que celle du méthane.
Ce projet a abouti, mais des voix, associatives et syndicales notamment, se sont élevées respectivement pour dénoncer :
- une dérive vers une exploitation plus proactive et plus importante de ressources fossiles (gaz de couche)[16].
- la privatisation d'une entreprise publique qui assumait une mission d'intérêt général[10] ;

En 2000, Méthamine n'existe plus, mais la production (500 GWh) est toujours vendue et injectée dans le réseau français de gazoducs (une partie du grisou, prélevé à Lourches, a directement alimenté la centrale électrique d'Hornaing). Ce gaz a aussi alimenté des chaudières industrielles, dont celles de la plateforme chimique de Mazingarbe.

En 2013, la qualité du gaz ne permettant plus son injection dans le réseau, d'autres solutions sont recherchées telle que la valorisation via la production d'électricité avec ou sans cogénération de chaleur.